# Фримен, Тони
То́ни Фри́мен (англ. Toney Freeman; род. 30 августа 1966 года, Саут-Бенд, Индиана, США) — профессиональный культурист. В настоящее время проживает в Атланте, штат Джорджия.

## Биография

### Ранние годы
Тони Фримен родился 30 августа 1966 года в Саут-Бенд, Индиана, США. В юности негативно относился к культуризму.
Однако всё изменилось, когда девушка Тони показала ему фотографию знакомого культуриста с чемпионата штата Джорджии. Амбициозный и вспыльчивый Тони решил доказать, что сможет добиться большего.

### Карьера культуриста
Тони начал выступать на юниорских турнирах AAU (рус. Атлетическое Объединение Спортсменов-Любителей), однако в 1996 году в его карьере наступил длительный перерыв. Существует версия, что это произошло из-за травмы груди. 
На протяжении следующих пяти лет Тони сменил множество профессий. Так, например, он работал в качестве строителя, певца и тренера.
В сентябре 2000 года ему сделали операцию. Она прошла успешно, и в 2001 году Тони возвращается на сцену.
В 2003 году атлет получает профессиональный статус в Международной Федерации Бодибилдеров (англ. International Federaion of Bodybuilders, IFBB).

## История выступлений
| Год  | Соревнования            | Место |
| ---- | ----------------------- | ----- |
| 2009 | Мистер Олимпия          | 8     |
| 2009 | Арнольд Классик         | 4     |
| 2009 | Гран При Австралия      | 3     |
| 2008 | Атлантик-Сити Про       | 4     |
| 2008 | Мистер Олимпия          | 5     |
| 2008 | Европа Супершоу         | 1     |
| 2008 | Арнольд Классик         | 7     |
| 2008 | Тампа Бей Про           | 1     |
| 2008 | Гран При Австралия      | 4     |
| 2008 | Гран При Новая Зеландия | 3     |
| 2008 | Айронмен Про            | 8     |
| 2007 | Айронмен Про            | 1     |
| 2007 | Арнольд Классик         | 3     |
| 2007 | Мистер Олимпия          | 14    |
| 2007 | Сакраменто Про          | 1     |
| 2006 | Мистер Олимпия          | 7     |
| 2006 | Европа Супершоу         | 1     |
| 2006 | Сан-Франциско Про       | 5     |
| 2006 | Арнольд Классик         | 9     |
| 2006 | Айронмен Про            | 7     |
| 2005 | Арнольд Классик         | 10    |
| 2004 | Шоу Силы Про            | 8     |
| 2004 | Ночь чемпионов          | 10    |
| 2003 | Шоу Силы Про            | 9     |
| 2003 | Ночь чемпионов          | 11    |